# Intel Itanium

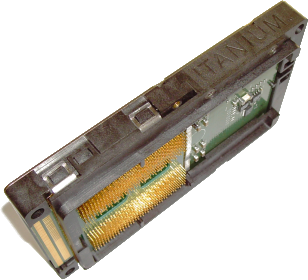
Itanium processzor

Az Intel Itanium processzortípusa (Merced kódnéven fejlesztve) a 64 bites IA-64 család első tagja, az új Itanium architektúrán alapul. Az Itanium processzort a rendelkezésre állás, a méretezhetőség és a teljesítmény iránt mutatkozó egyre növekvő igények alapján tervezték. 
Az Itanium processzor jelentős mértékben eltér a RISC-processzoroktól. Egy új megoldáson, az EPIC (Explicitly Parallel Instruction Computing = nagy párhuzamosságú utasításokon alapuló számítógép) technológián alapul.

## Történet
Az Itanium processzort eredetileg 0,18 mikronos technológiával, a Pentium 4 processzorokat pedig már 130 nm-essel és alumínium helyett rézvezetőkkel gyártotta az Intel. Ez azt eredményezi, hogy az Itanium lapka első példányainak legnagyobb sebessége mindössze 800 MHz. Az Itanium processzorok korai változatai képesek voltak az x86 (486) utasítások bizonyos körülmények között történő végrehajtására is egy, a processzorba épített x86 utasításdekódoló révén, de ezt a későbbi modellek már nem támogatták. Az asztali gépekben történő felhasználását is megcélozták, de az AMD 64 bites AMD64 architektúrájának megjelenése után – ami megőrzi az x86-os kompatibilitást –, az Itanium jelentősége csökkent, és főleg a kiszolgálókban történő felhasználásra korlátozódott. Az Itanium speciális x86 módjának teljesítménye kisebb volt, mint egy Pentium1 teljesítménye, ezért az Itanium2 két magos változatánál már teljesen szoftveres emulációra tértek át.

## A bukás
Az Itanium nem kompatibilis az x86-os architektúrával, sok tranzisztort tartalmaz, sokat fogyaszt, a fordítóprogramok nem igazán képesek az Itanium architektúrát kihasználni, a teljesítmény/ár aránya pedig rossz, emiatt a gyártók kezdeti lelkesedése hamar alábbhagyott. Az Itanium eladásai rendre alulteljesítették az Intel várakozásait, emiatt az Intel fokozatosan csökkentette az Itanium architektúrába fektetett erőforrásokat. Mára a HP az egyetlen gyártó, ami komolyabb Itanium alapú megoldásokkal foglalkozik. A Debian Linux fejlesztése 2014 februárjában leállt a platformra. Az utolsó Itanium processzor 2012-ben jelent meg, 32 nm-en gyártják, és maximum 8 magot tartalmaz.